# Keith Musto
Franklyn Keith Musto (Rochford, 12 de enero de 1936) es un deportista británico que compitió en vela en la clase Flying Dutchman.
Participó en los Juegos Olímpicos de Tokio 1964, obteniendo una medalla de plata en la clase Flying Dutchman. Ganó dos medallas en el Campeonato Mundial de Flying Dutchman, plata en 1963 y bronce en 1969, y dos medallas en el Campeonato Europeo de Flying Dutchman, oro en 1964 y plata en 1966.
Fue el fundador de la empresa de ropa náutica Musto en 1964.

## Palmarés internacional
| Juegos Olímpicos   | Juegos Olímpicos         | Juegos Olímpicos  | Juegos Olímpicos |
| Año                | Lugar                    | Medalla           | Clase            |
| ------------------ | ------------------------ | ----------------- | ---------------- |
| 1964               | Tokio (Japón)            | Medalla de plata  | Flying Dutchman  |
| Campeonato Mundial |                          |                   |                  |
| Año                | Lugar                    | Medalla           | Clase            |
| 1963               | Tutzing (RFA)            | Medalla de plata  | Flying Dutchman  |
| 1969               | Nápoles (Italia)         | Medalla de bronce | Flying Dutchman  |
| Campeonato Europeo |                          |                   |                  |
| Año                | Lugar                    | Medalla           | Clase            |
| 1964               | Whitstable (Reino Unido) | Medalla de oro    | Flying Dutchman  |
| 1966               | Horten (Noruega)         | Medalla de plata  | Flying Dutchman  |